# Fujiwara Tadatoshi
Fujiwara no Tadatoshi (藤原斉敏, [[[928]] - 973] Erro: {{japonês}}: texto da transliteração contém caractere não latino (pos 17) (ajuda)),foi membro da corte e político durante o período Heian da história do Japão 

## Vida
Tadatoshi era membro do Ramo Ononomiya  foi o terceiro filho de Saneyori e sua mãe era filha de Fujiwara no Tokihira. Nasceu na época que seu avô Tadahira era Sekkan (Regente) do Imperador Suzaku.
Tadatoshi teve três filhos Fujiwara no Takato  (949-1013), Fujiwara no Kanehira (953-1017) e Fujiwara no Sanesuke (957-1046) este último foi adotado por Saneyori após sua morte.

## Carreira
Serviu os seguintes imperadores : Imperador Suzaku (944-946), Imperador Murakami (946-967), Imperador Reizei (967-969), Imperador En'yu (969-973).
Tadatoshi ingressa na Corte durante o governo do Imperador Suzaku em 944 ao atingir a idade de 17 anos, no Kurōdodokoro.
Em 950 já no governo do Imperador Murakami passa a servir no Hyoefu (Quartel General da Guarda dos Portões do Palácio) 
Em 954, Tadatoshi foi nomeado Mamoru Mino (governador militar da Província de Mino)
Em 955 foi transferido para a supervisão do Kurōdodokoro.
Em 967, durante o governo do Imperador Reizei, Tadatoshi foi promovido a Sangi 
Em 968 é nomeado Mamoru Iyo (governador militar da Província de Iyo) 
Em 970, durante o governo do Imperador En'yu é nomeado supervisor do Emonfu (Quartel General da Guarda do Palácio Externa)